# پژوهشگاه شیمی و مهندسی شیمی ایران

لوگو پژوهشگاه شیمی و مهندسی شیمی ایران

پژوهشگاه شیمی و مهندسی شیمی ایران، مرکزی علمی پژوهشی در زمینه شیمی و مهندسی شیمی می‌باشد که در سال ۱۳۶۸ توسط سیدمحمد بلورچیان تأسیس و در شهریور ۱۳۷۰ به نام مرکز پژوهشهای شیمی و مهندسی شیمی ایران افتتاح گردید. این مرکز دارای چهار پژوهشکده تخصصی و حدود ۴۲ نفر عضو هیئت علمی متخصص می‌باشد. دومین ریاست این مرکز  منصور انبیاء، عضو هیئت علمی دانشگاه علم و صنعت ایران (دکتری شیمی تجزیه، دانشیار) از مرداد سال ۸۹ تا ۱۷ دی ۱۳۹۲ عهده‌دار بودند. پس از ایشان بر عهده دکتر محمدرضا امیدخواه دارای دکترای مهندسی شیمی و عضو هیئت علمی دانشگاه تربیت مدرس شدند. دکتر احمد شعبانی استاد تمام شیمی آلی از دانشگاه شهید بهشتی در تاریخ 22 اسفند 1400 به ریاست پژوهشگاه منصوب شدند.   ساختمان این پژوهشگاه در کیلومتر ۱۵ اتوبان تهران کرج، بلوار پژوهش واقع شده‌است.

## پژوهشکده‌ها
- پژوهشکده مهندسی شیمی

این پژوهشکده از ابتدای تأسیس پژوهشگاه شیمی و مهندسی شیمی فعالیت دارد. این پژوهشکده شامل بخش‌های مهندسی فرایند، فرآیندهای جداسازی، مهندسی محیط زیست، بیوتکنولوژی و نانوتکنولوژی می‌باشد.
- پژوهشکده دستگاهوری و آنالیز مواد

این پژوهشکده از بخش‌های طیف‌سنجی، الکتروشیمی، جداسازی، کروماتوگرافی، دستگاهوری و حسگرها و همچنین آزمایشگاه‌های طیف‌سنجی، جداسازی و کروماتوگرافی، کمومتریکس، دستگاهوری و طیف‌سنجی، تجزیه کمی و کیفی، تشکیل شده‌است.
- پژوهشکده مواد آلی، ترکیبات طبیعی

این پژوهشکده از بخش‌های سنتز مواد آلی، شیمی آلی کاربردی و مواد طبیعی و همچنین آزمایشگاه‌های سنتز مواد آلی، سنتز مواد نانو، شیمی آلی کاربردی، شیمی سبز و محیط زیست و مواد طبیعی تشکیل شده‌است.
- پژوهشکده مواد معدنی، کاتالیزگرها و شیمی فیزیک

این پژوهشکده از دو گرایش شیمی معدنی و شیمی فیزیک تشکیل شده‌است. گرایش شیمی معدنی شامل بخش‌های شیمی معدنی، بلورشناسی، نانو مواد معدنی، کاتالیزگرها، شیمی بور و سنتز مواد شیمیایی کاربردی و گرایش شیمی فیزیک شامل بخش‌های فیزیک-شیمی، شیمی محاسباتی و نظری می‌باشد.
- پژوهشکده شیمی سیلیکون و مواد دارویی